# Saint-Martin-du-Manoir
Saint-Martin-du-Manoir és un municipi francès situat al departament del Sena Marítim i a la regió de Normandia. L'any 2007 tenia 1.489 habitants.

## Demografia

### Població
El 2007 la població de fet de Saint-Martin-du-Manoir era de 1.489 persones. Hi havia 542 famílies de les quals 58 eren unipersonals (19 homes vivint sols i 39 dones vivint soles), 201 parelles sense fills, 244 parelles amb fills i 39 famílies monoparentals amb fills.
La població ha evolucionat segons el següent gràfic:
Habitants censats

### Habitatges
El 2007 hi havia 559 habitatges, 545 eren l'habitatge principal de la família, 5 eren segones residències i 10 estaven desocupats. Tots els 559 habitatges eren cases. Dels 545 habitatges principals, 513 estaven ocupats pels seus propietaris, 26 estaven llogats i ocupats pels llogaters i 6 estaven cedits a títol gratuït; 3 tenien dues cambres, 35 en tenien tres, 131 en tenien quatre i 376 en tenien cinc o més. 494 habitatges disposaven pel capbaix d'una plaça de pàrquing. A 199 habitatges hi havia un automòbil i a 334 n'hi havia dos o més.

### Piràmide de població
La piràmide de població per edats i sexe el 2009 era:
| Homes | Edats   | Dones |
| ----- | ------- | ----- |
| 0     | 95 o +  | 0     |
| 4     | 90 a 94 | 0     |
| 0     | 85 a 89 | 0     |
| 4     | 80 a 84 | 0     |
| 16    | 75 a 79 | 16    |
| 16    | 70 a 74 | 20    |
| 28    | 65 a 69 | 24    |
| 28    | 60 a 64 | 36    |
| 60    | 55 a 59 | 32    |
| 128   | 50 a 54 | 100   |
| 60    | 45 a 49 | 92    |
| 60    | 40 a 44 | 52    |
| 36    | 35 a 39 | 60    |
| 56    | 30 a 34 | 44    |
| 28    | 25 a 29 | 20    |
| 61    | 20 a 24 | 24    |
| 112   | 15 a 19 | 52    |
| 48    | 10 a 14 | 44    |
| 64    | 5 a 9   | 32    |
| 32    | 0 a 4   | 68    |

## Economia
El 2007 la població en edat de treballar era de 992 persones, 702 eren actives i 290 eren inactives. De les 702 persones actives 670 estaven ocupades (358 homes i 312 dones) i 32 estaven aturades (13 homes i 19 dones). De les 290 persones inactives 147 estaven jubilades, 79 estaven estudiant i 64 estaven classificades com a «altres inactius».

### Ingressos
El 2009 a Saint-Martin-du-Manoir hi havia 561 unitats fiscals que integraven 1.572 persones, la mediana anual d'ingressos fiscals per persona era de 25.153 €.

### Activitats econòmiques
Dels 22 establiments que hi havia el 2007, 1 era d'una empresa de fabricació d'altres productes industrials, 2 d'empreses de construcció, 5 d'empreses de comerç i reparació d'automòbils, 4 d'empreses de transport, 1 d'una empresa immobiliària, 5 d'empreses de serveis i 4 d'entitats de l'administració pública.
Dels 2 establiments de servei als particulars que hi havia el 2009, 1 era una fusteria i 1 lampisteria.
Dels 2 establiments comercials que hi havia el 2009, 1 era una botiga de més de 120 m² i 1 una llibreria.
L'any 2000 a Saint-Martin-du-Manoir hi havia 8 explotacions agrícoles.

## Equipaments sanitaris i escolars
El 2009 hi havia 1 escola maternal i 1 escola elemental.

## Poblacions més properes
El següent diagrama mostra les poblacions més properes.